# Baptisten in der Schweiz
Baptisten in der Schweiz gibt es nachweislich seit 1847.

## Die Schweizer Baptisten
In der Schweiz existieren zwei Baptistenbünde sowie eine Reihe unabhängiger Baptistengemeinden.

### Bund Schweizer Baptistengemeinden
Zum Bund Schweizer Baptistengemeinden gehören Gemeinden in folgenden Städten und Orten:
Baden-Wettingen, Basel, Bülach, Lugano (italienischsprachig), Schaffhausen, St. Gallen, Thalwil und Zürich 7.
Dazu kommen drei internationale Gemeinden: die International Baptist Church of Zürich IBCZ in Rüschlikon (englischsprachig), sowie die Igreja Batista Brasileira em Basel IBBB und die Igreja Batista Brasileira de Zürich IBBZ (beide portugiesischsprachig). Die beiden brasilianischen Baptistengemeinden bestehen vorwiegend aus Gläubigen mit Migrationshintergrund, ihre Besonderheit sind Dienste für Opfer des Menschenhandels.
Diese Gemeinden zählen insgesamt gut 1000 Gemeindeglieder (nur Getaufte, ohne Kinder und Freunde), durchschnittlich also etwa 85 pro Gemeinde; die durchschnittliche Anzahl Besucher an einem Sonntagsgottesdienst liegt bei 78 (Zahlen von 2015). Die Hauptlast im Predigt- und Seelsorgedienst tragen in der Regel ein oder mehrere voll- oder teilzeitlich angestellte Mitarbeiter (Pastoren, Pfarrer).
Die einzelnen Gemeinden entsenden entsprechend ihrer Mitgliederstärke Abgeordnete in die jährlich stattfindende Bundesversammlung. Diese beschliesst in allen Angelegenheiten des schweizerischen Baptistenbundes, legt den Haushaltsrahmen fest und wählt die Bundesleitung sowie den Präsidenten des Bundes für eine jeweils vierjährige Amtsperiode. Über zwei von ihr berufene Rechnungsrevisoren kontrolliert sie ausserdem die Bundesfinanzen.
Die Bundesleitung richtet Kommissionen ein, die u. a. für folgende Arbeitsbereiche zuständig sind: Finanzen, Inlandmission, Aussenmission (in Zusammenarbeit mit der Europäisch-Baptistischen Mission), Frauenarbeit, Weiterbildung der haupt- und ehrenamtlichen Mitarbeiter sowie Kinder- und Jugendarbeit.
Der Bund Schweizer Baptistengemeinden ist Mitglied in der Europäisch-Baptistischen Föderation und im Baptistischen Weltbund.
In Artikel 1 der Verfassung des Bundes („Wesen und Zweck“) heisst es:
"Im Glauben an den einen Herrn Jesus Christus, Haupt der Kirche und Herr der Welt, schliessen sich Baptistengemeinden in der Schweiz zu einem Bund zusammen. Sich gründend auf das Zeugnis der Schrift, fördert der Bund im Einklang mit baptistischer Lehre und Praxis:
Verkündigung des Evangeliums, Gemeinschaft, Schulung, Anleitung zum christlichen Leben und Dienst in der menschlichen Gesellschaft. Der Bund setzt sich für Glaubens- und Gewissensfreiheit ein und befürwortet die Trennung von Kirche und Staat. Um der Verkündigung des Evangeliums und des Dienstes in der Welt willen begrüsst der Bund die Zusammenarbeit mit anderen Kirchen."

### Union Évangélique d’Églises Baptistes de Suisse
Die sechs Westschweizer Gemeinden Biel, Court, Genf, Malleray, Moutier und Tramelan haben sich zur Union Évangélique d’Églises Baptistes de Suisse zusammengeschlossen, die zur Association Evangelique d’Eglises Baptistes de Langue Française gehört.

### Unabhängige Baptistengemeinden
Unabhängige Baptistengemeinden gibt es in der Westschweiz u. a. in Genf (englischsprachig) und Payerne sowie reformierte Baptisten u. a. in Lausanne, Neuchâtel und Bulle FR.

## Geschichte

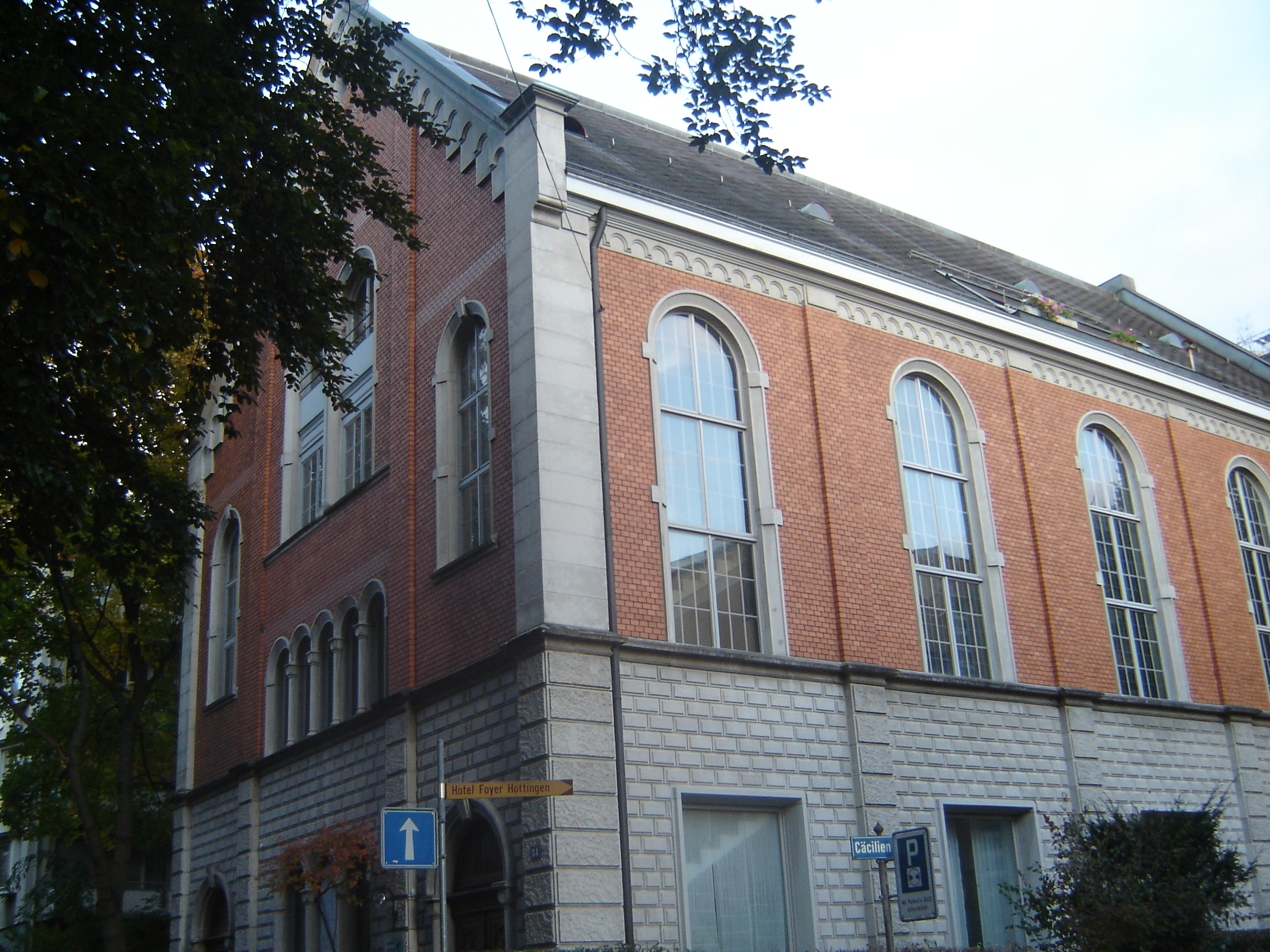
Baptistische Salemskapelle in Zürich

Johann Gerhard Oncken, der Begründer der deutschen Baptistengemeinden, gilt auch als Gründer der ältesten schweizerischen Baptistengemeinde. Sie wurde durch ihn 1847 in Ebnat-Kappel/Toggenburg konstituiert. Keimzelle war ein freier Bibelkreis, dessen Mitglieder aufgrund ihrer Beschäftigung mit den Taufzeugnissen des Neuen Testaments die Gläubigentaufe begehrten. Bereits zwei Jahre nach der Toggenburger Gemeindegründung entstand die Baptistengemeinde in Zürich. Hier verbrachte Oncken auch die letzten Jahre seines Lebens bis zu seinem Tod am 2. Januar 1884.
Die Schweizer Baptistengemeinden gehörten zunächst dem 1849 in Hamburg gegründeten Bund getaufter Christen (Baptisten) an. 1924 entstand unter den inzwischen acht Gemeinden der deutschsprachigen Schweiz der Wunsch, eine eigene nationale Vereinigung zu gründen. So entstand der Bund der Baptistengemeinden in der Schweiz. Seit 2003 lautet der offizielle Name: Bund Schweizer Baptistengemeinden.
In der Westschweiz bildete sich aufgrund einer missionarischen Initiative von Frankreich aus 1872 eine erste Baptistengemeinde in Tramelan. Im Laufe der Jahrzehnte entstanden weitere fünf Gemeinden in dieser Region, die heute in der Union Évangélique d’Églises Baptistes de Suisse organisiert sind.

## Ökumene
Die Schweizer Baptisten arbeiten vor Ort mit anderen Kirchen in vielen Bereichen zusammen. Sie gehören zum Verband Evangelischer Freikirchen und Gemeinden in der Schweiz und sind auch an der Arbeit der Evangelischen Allianz beteiligt. Teilweise arbeiten sie auch in der Arbeitsgemeinschaft christlicher Kirchen mit.